# M4/FL10
M4/FL10 — глубокая модернизация американского среднего танка M4 «Шерман» с использованием элементов конструкции французского лёгкого танка AMX-13, спроектированная и выполненная во Франции фирмой Batignolles-Châtillon по заказу Египта в середине 1950-х. Была выпущена малой серией.
«Шерманы» для производства M4/FL10, как правило, извлекались из французских баз хранения.

## Описание конструкции
Конструктивно машина представляет собой «Шерман» M4A4, башня которого демонтирована и заменена качающейся башней FL10 танка AMX-13 с 75-мм нарезной танковой пушкой. Стандартный для модели M4A4 силовой агрегат Chrysler A57 Multibank из пяти бензиновых автомобильных двигателей заменён на силовую установку «Шермана» M4A2, состоящую из двух рядных шестицилиндровых дизельных двигателей GM 6046. Экипаж танка за счёт применения современной башни с автоматом заряжения уменьшен до четырёх человек.

## Операторы
- Египет
- Израиль — 12 (трофейные машины)[1]
- ООП — 12[1]

## Служба и боевое применение

### Боевое применение
Шестидневная война

## Сохранившиеся экземпляры
Известны по крайней мере четыре сохранившихся экземпляра машины:
- Бронетанковый музей в Латруне (1 экземпляр).
- Национальный Военный музей в Каире (1 экземпляр)[4].
- Военный музей в Эль-Аламейне (1 экземпляр)[5].
- Синайская пустыня, местность к востоку от города Эль-Ариш (1 экземпляр, брошенная машина в плохом состоянии)[6].

## Оценка машины
Боевые возможности машины оцениваются как приблизительно эквивалентные таковым у израильского танка «Супершерман».

## Машина в массовой культуре
В индустрии стендового моделизма танк представлен моделями фирм UniModels (каталожный номер 452) в масштабе 1/72 и Dragon (каталожный номер 3570, выпуск 2016 г) в масштабе 1/35. Возможно самостоятельное создание модели из элементов M4A4 и AMX-13 одного масштаба без ручной доработки деталей.
В игре «War Thunder» представлен вариант M4A1 (FL/10) в качестве премиумной машины.
Так же М4/FL10 есть в мобильной игре «World of Tanks Blitz» как первый танк с системой дозаряжания снарядов. В игре "World of Tanks" представлен как премиумный танк 6 уровня с магазином заряжания.

## Галерея

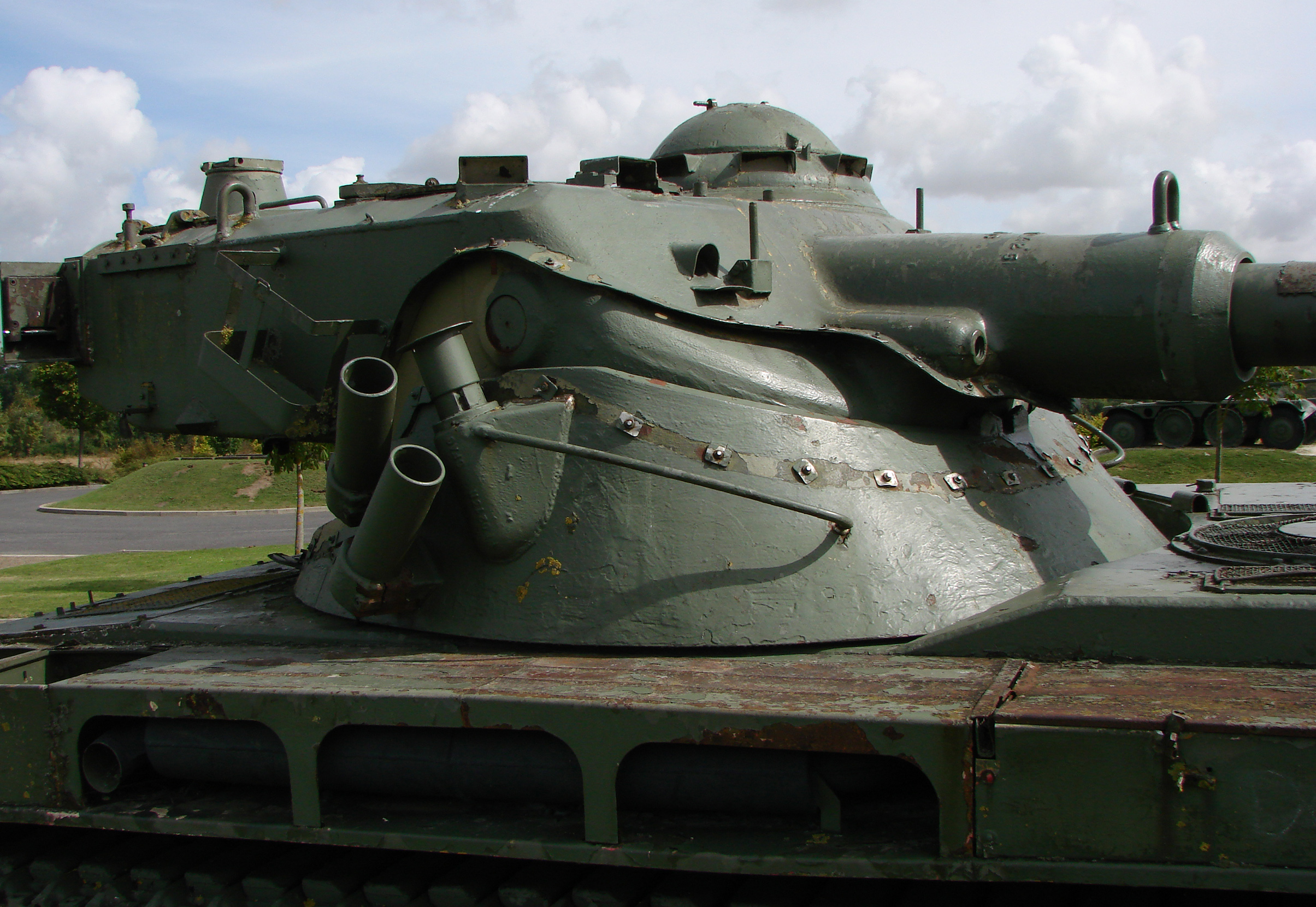
Качающаяся башня FL10 танка AMX-13, идентичная применённой на M4/FL10, крупным планом
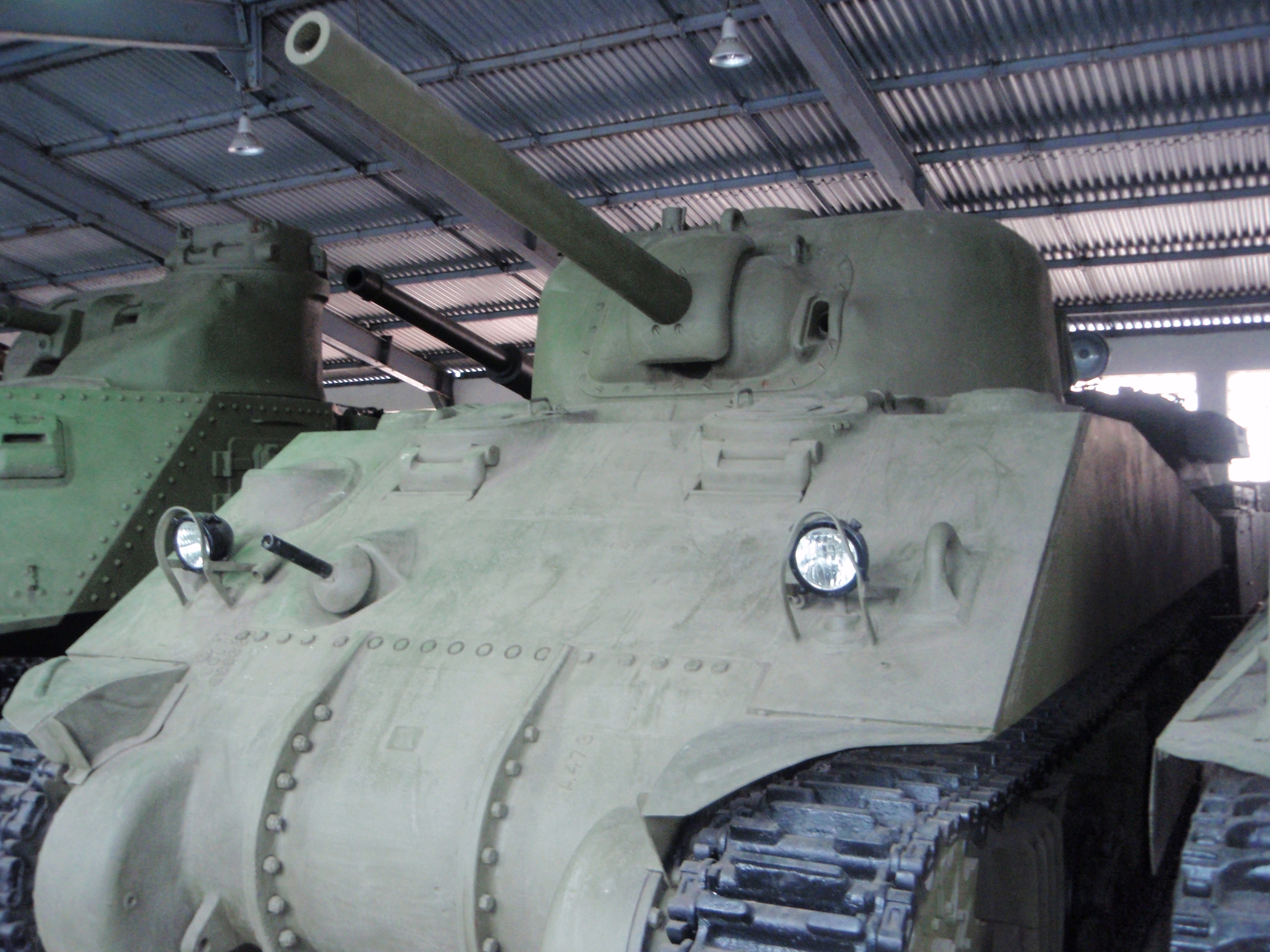
Средний танк M4A4
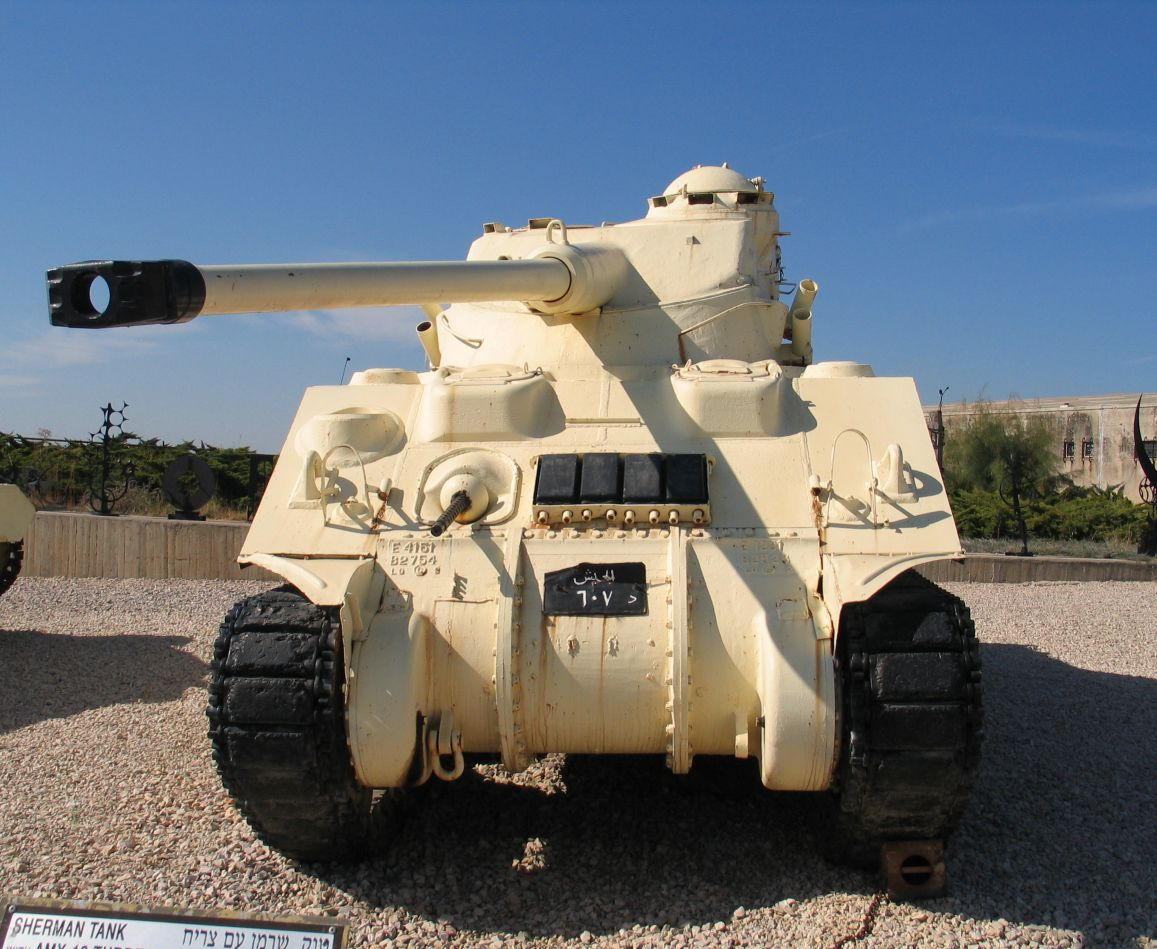
M4/FL10, вид спереди
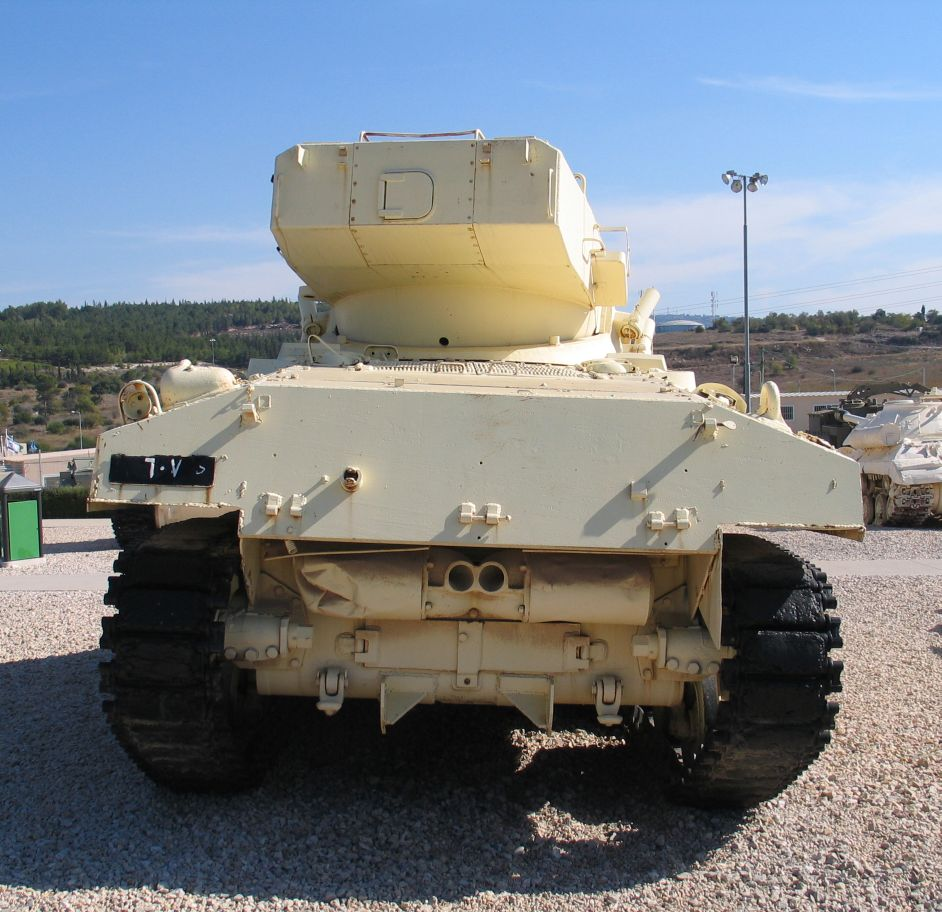
M4/FL10, вид сзади
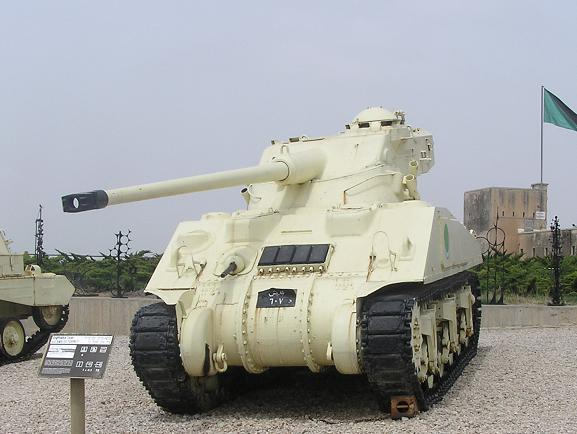

### Сноски
1. ↑  Согласно визуальным показателям иллюстрации в боковой проекции